# Generaloberstabsarzt
Generaloberstabsarzt (dobesedno nemško General-nadštabni-zdravnik; okrajšava: GenOStArzt; kratica: GOSA) je specialistični generalski čin za sanitetne častnike zdravniške oz. zobozdravniške izobrazbe v Heeru in Luftwaffe. Čin je enakovreden činu generalporočnika (Heer in Luftwaffe) in činu Admiraloberstabsarzt/viceadmirala (Marine).
Nadrejen je činu Generalstabsarzta. V sklopu Natovega STANAG 2116 spada v razred OF-8, medtem ko v zveznem plačilnem sistemu sodi v razred B9.
Je najvišji čin sanitetnega častnika v Bundeswehru in je tako namenjen poveljniku Sanitetne službe Bundeswehra.

## Oznaka čina
Oznaka čina je enaka oznaki čina generalporočnika, pri čemer imajo na vrh oznake dodane še oznake specializacije:
- zdravniki: Eskulapova palica (dvakrat ovita kača okoli palice);
- zobozdravnik: Eskulapova palica (enkrat ovita časa okoli palice).

Oznaka čina sanitetnega častnika Luftwaffe ima na dnu oznake še stiliziran par kril.